# وزارت سپاه پاسداران انقلاب اسلامی
وزارت سپاه پاسداران انقلاب اسلامی که به اختصار وزارت سپاه  نیز خوانده می‌شود، یکی از وزارت‌خانه‌های پیشین در ایران است که میان سال‌های ۱۳۶۱ تا ۱۳۶۸ فعال بود و با ایفای نقش یک وزارت دفاع مجزا برای سپاه پاسداران انقلاب اسلامی، تأمین تدارکات نظامی آن را بر عهده داشت. بر پایه نظر کارشناسان در آن دوره سپاه پاسداران با در اختیار داشتن این وزارت‌خانه، صاحب صدای رساتری در هیئت دولت شد.

## وزیران
| ر. | تصویر         | وزیر                      | آغاز تصدی      | پایان تصدی     | طول دوران      | کابینه              | منبع  |
| -- | ------------- | ------------------------- | -------------- | -------------- | -------------- | ------------------- | ----- |
| ۱  | محسن رفیق‌دوست | محسن رفیق‌دوست (زادهٔ ۱۳۱۹) | ۱۸ آبان ۱۳۶۱   | ۲۲ شهریور ۱۳۶۷ | ۵ سال، ۳۱۷ روز | دولت سوم دولت چهارم | –     |
| –  | محمود پاکروان | محمود پاکروان             | ۲۲ شهریور ۱۳۶۷ | ۲۹ شهریور ۱۳۶۷ | ۷ روز          | دولت چهارم          | [ ۶ ] |
| ۲  | علی شمخانی    | علی شمخانی (زادهٔ ۱۳۳۴)    | ۲۹ شهریور ۱۳۶۷ | ۷ شهریور ۱۳۶۸  | ۳۳۵ روز        | دولت چهارم          | –     |